# Гетто в Черее
Гетто в Чере́е  (лето 1941 — 5 марта 1942) — еврейское гетто, место принудительного переселения евреев посёлка Черея Чашникского района Витебской области и близлежащих населённых пунктов в процессе преследования и уничтожения евреев во время оккупации территории Белоруссии войсками нацистской Германии в период Второй мировой войны.

## Оккупация Череи и создание гетто
К началу войны евреи составляли более половины населения посёлка Черея.
5 июля 1941 года местечко заняли немецкие войска, и оккупация продлилась до 27 июня 1944 года. Малявцев, бывший председатель артели инвалидов, стал бургомистром Череи, а Мурашко — его заместителем. Некоторые с удовольствием пошли на работу в полицию, получив возможность безнаказанно грабить евреев, отнимая у них еду и последние средства к существованию.
Реализуя нацистскую программу уничтожения евреев, немцы создавали гетто почти во всех городах и населённых пунктах Беларуси, где проживало еврейское население. Так и в Черее оккупанты организовали гетто.

## Условия в гетто
Гетто в Черее было открытого типа, и поскольку евреи жили компактно, то их оставили на своих местах и никуда не переселяли.
Евреев принудительно заставляли выполнять самые тяжёлые и грязные работы, запрягали их в телеги, заставляя возить грузы, безнаказанно избивали.

## Уничтожение гетто
В ночь с 4 на 5 марта 1942 года Черею тихо окружил немецкий карательный отряд с пулеметами и автоматами. На рассвете 5 марта всем евреям приказали собраться в одном месте. Поняв, для чего собирают, многие бросились бежать в поле, где были застрелены оцеплением. Немцы и «бобики» (так в народе презрительно называли полицаев) пошли по деревне, проверяя дома, чердаки и сараи. В доме Шлемы Капелюша нашли двух маленьких детей, которых немецкий офицер убил на месте: «По одному, на вытянутой вперед руке, он поднимал их за рубашонки вверх, выстрел из револьвера в голову — и жертва отбрасывалась в сторону…».
К вечеру бегство евреев было остановлено и стрельба прекратилась. В это время все оставшиеся евреи были уже загнаны в бывший сельсовет — большой пустующий дом с окнами, забитыми досками, рядом с полицейской управой. Сколько там оказалось людей, неизвестно, потому что в Черее, кроме местных евреев, были и сумевшие спастись от расстрелов в Чашниках, Лукомле и других местечках. Людей запихали столько, что никто не мог сесть, и все стояли, прижатые друг к другу. С улицы раздался крик: «Бей жидов!», и по окнам стали стрелять из автоматов. Стоял крик, падали раненые и мёртвые. Недалеко на улице, за церковью, полицаи увидели несколько старых евреев и забили их прикладами винтовок.

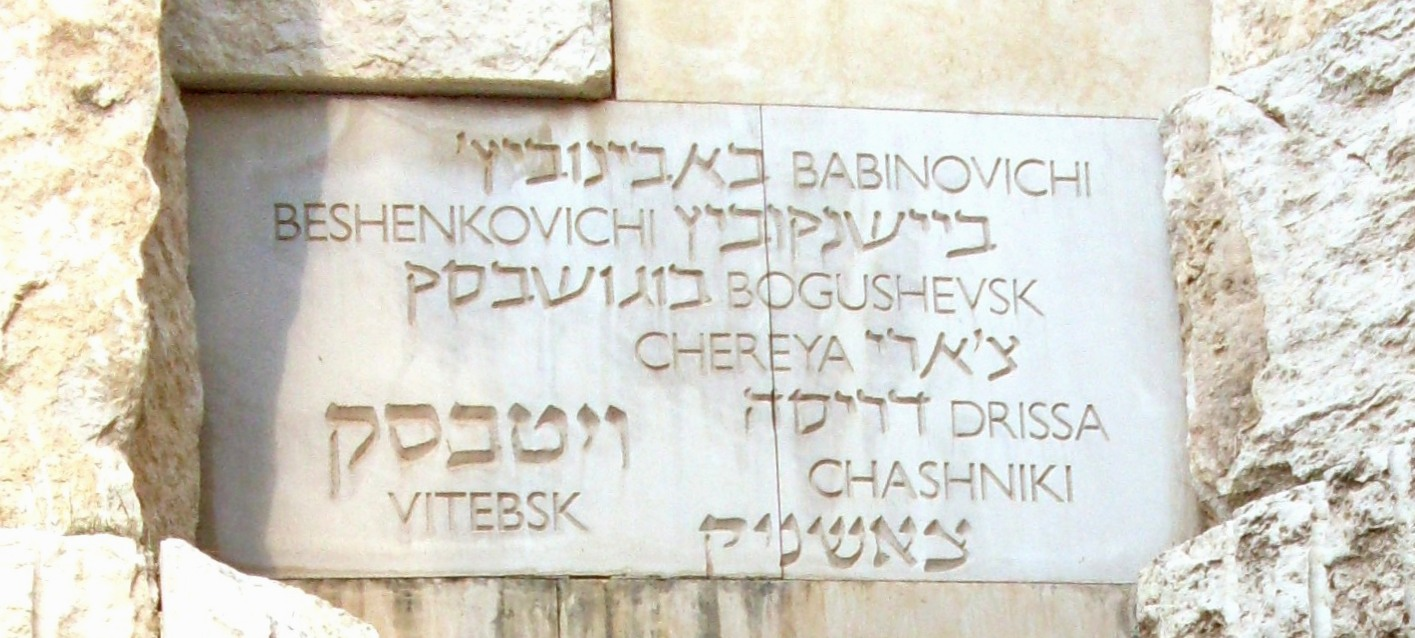
Черея в списке уничтоженных
во время Холокоста еврейских общин
в «Долине Уничтоженных общин»
в музее Яд Вашем

Затем каратели построили евреев в две колонны. Под усиленным конвоем немецких солдат и полицейских одну колонну отвели к силосной яме колхоза «Колос», а вторую — к выкопанной заранее яме у болота на другом конце деревни. Евреев заставляли группами по десять человек спускаться вниз, расстреливали из пулеметов, и гнали вниз следующую группу. Вокруг обоих мест массовых убийств на возвышенностях были заранее размещены пулеметчики, которые расстреливали всех пытающихся бежать.
У Симона Гольдберга перед расстрелом на глазах родителей изнасиловали двух дочерей.
После того, как в этой «акции» (таким эвфемизмом нацисты называли организованные ими массовые убийства) все евреи — около 800 человек — были убиты, немцы и полицаи тщательно обыскивали Черею и соседние деревни в поисках спрятавшихся. Например, в деревне Вал нашли семью Шмуйла Когана и застрелили его с женой и дочкой, но два его сына смогли бежать и воевали потом в партизанах. В деревне Болюта нашли семью Слеймы Гуревича и убили их всех. Обнаружили в лесу и расстреляли Берку Кремера с женой и дочкой — а сын сумел уйти, воевал потом в Красной армии и погиб на фронте.
Мародёры забрали из еврейских домов всё, что можно было вынести, в поисках ценностей ломая печи, трубы и полы. По местечку бегали собаки с отгрызенными у убитых евреев ногами и руками. Маленькие тела убитых детей, родственников московского профессора Капелюша, приехавших на каникулы в деревню, собаки съели целиком.

## Память
На одной из братских могил жертв геноцида евреев в Черее был установлен памятник, в 2020 году заменённый на новый.
Расстрелянные евреи похоронены в трех ямах. Одна, основная, — за школой, другая — там, где сейчас стоит памятник, — среди поля. Оба эти места — бывшие силосные ямы. Третья яма — в конце Хальневичской улицы, где закопаны «полезные» евреи и часть тех, кого поймали после общего расстрела (некоторых расстреляли и оставили в полях на месте убийства). В третьей яме похоронена также и семья аптекаря Руппо Исаака Михайловича, его жены Стеры Давыдовны, их две дочери 14—15 лет.